# Die Waage der Baleks
Die Waage der Baleks ist eine Erzählung von Heinrich Böll (1917–1985). Erstmals veröffentlicht wurde sie am 13. Juni 1953 in der Frankfurter Allgemeinen Zeitung.

## Inhalt
Die Waage der mächtigen Unternehmerfamilie Balek von Bilgan, mit der in einem kleinen Dorf in der Nähe von Prag der Ankauf von Pilzen und Heilkräutern abgerechnet wird, ist absichtlich falsch geeicht, um die anliefernden Bauern und Bauernkinder gezielt zu betrügen. Da die Baleks verfügt haben, dass niemand eine Waage haben darf, fällt der Betrug über Generationen hinweg nicht auf, erst der zwölfjährige Franz Brücher, Großvater des Ich-Erzählers, kommt ihm auf die Spur. Die revoltierenden Bauern und Arbeiter können sich gegen die Macht der Baleks jedoch nicht durchsetzen, ihr Aufstand wird mit Gewalt niedergeschlagen.

## Interpretationen
- Brigitte Frank: Die Waage der Baleks. In: Interpretation zu Heinrich Böll – Kurzgeschichten II. Hrsg. von Rupert Hirschenauer und Albrecht Weber. R. Oldenbourg, München 1965. S. 57–65.
- Cesare Cases: Dreimal gelesen: Heinrich Böll, „Die Waage der Baleks“. In: ders.: Stichworte zur deutschen Literatur. Wien 1969. S. 297–304. Wiederabdruck in: In Sachen Böll. Ansichten und Einsichten. Hrsg. v. Marcel Reich-Ranicki. dtv, München 8. Aufl. 1985. S. 172–178.
- Franz-Joseph Thiemermann: Gerechtigkeit der Erden. Heinrich Böll: „Die Waage der Baleks“. In: ders.: Kurzgeschichten im Deutschunterricht. Texte – Interpretationen – Methodische Hinweise. F. Kamp, Bochum 8. Aufl. 1971 (Kamps pädagogische Taschenbücher. 32.) S. 89–106.
- Jochen Vogt: Das falsche Gewicht. Oder: Vom armen H. B., der unter die Literaturpädagogen gefallen ist. In: ders.: Korrekturen. Versuche zum Literaturunterricht. München 1974. S. 99–124.
- Jörn Stückrath: Heinrich Böll: „Die Waage der Baleks“. In: Jakob Lehmann (Hrsg.): Deutsche Novellen von Goethe bis Walser. Interpretationen für den Deutschunterricht. Bd. 2: Von Fontane bis Walser. Scriptor, Königstein/Ts. 1980. S. 237–259.
- Beate Schnepp: Die Waage der Baleks. In: Heinrich Böll. Romane und Erzählungen. Interpretationen. Hrsg. von Werner Bellmann. Reclam, Stuttgart 2000. S. 109–118.